# Jasmin Open 2023
Il Jasmin Open 2023 è un torneo di tennis femminile giocato sui campi in cemento all'aperto. È la 2ª edizione del torneo, che fa parte della categoria WTA 250 nell'ambito del WTA Tour 2023. Il torneo si gioca al Magic Hotel Skanes di Monastir in Tunisia dal 16 al 22 ottobre 2023.

## Partecipanti al singolare

### Teste di serie
| Nazionalità | Giocatrice                | Ranking* | Testa di serie |
| ----------- | ------------------------- | -------- | -------------- |
| Italia      | Jasmine Paolini           | 31       | 1              |
| Belgio      | Elise Mertens             | 41       | 2              |
| Italia      | Martina Trevisan          | 42       | 3              |
| Ucraina     | Lesja Curenko             | 43       | 4              |
| Slovacchia  | Anna Karolína Schmiedlová | 59       | 5              |
| Italia      | Lucia Bronzetti           | 63       | 6              |
| Polonia     | Magdalena Fręch           | 70       | 7              |
| Francia     | Clara Burel               | 73       | 8              |

* Ranking al 9 ottobre 2023.

### Altre partecipanti
Le seguenti giocatrici hanno ricevuto una wild card per il tabellone principale:
- Ėrika Andreeva
- Katarzyna Kawa
- Petra Marčinko

La seguente giocatrice è entrata in tabellone con il protected ranking:
- Kristína Kučová

Le seguenti giocatrici sono passate dalle qualificazioni:

- Alex Eala
- Chloé Paquet
- Camilla Rosatello
- Katarina Zavac'ka

### Ritiri
Prima del torneo
- Tatjana Maria → sostituita da  Jéssica Bouzas Maneiro
- Tereza Martincová → sostituita da  Nuria Párrizas Díaz
- Arantxa Rus → sostituita da  Darja Semeņistaja
- Peyton Stearns → sostituita da  Laura Pigossi

## Partecipanti al doppio

### Teste di serie
| Nazione    | Giocatrice         | Nazione     | Giocatrice        | Rank1 | Seed |
| ---------- | ------------------ | ----------- | ----------------- | ----- | ---- |
| Kazakistan | Anna Danilina      |             | Aleksandra Panova | 93    | 1    |
| Spagna     | Cristina Bucșa     | Paesi Bassi | Bibiane Schoofs   | 151   | 2    |
| Polonia    | Weronika Falkowska | Rep. Ceca   | Anna Sisková      | 168   | 3    |
| Italia     | Angelica Moratelli | Italia      | Camilla Rosatello | 183   | 4    |

* Ranking al 9 ottobre 2023.

### Altre partecipanti
La seguente coppia di giocatrici ha ricevuto una wild card per il tabellone principale:
- Chiraz Bechri /  Feryel Ben Hassen
- Hiba Heni /  Ranim Rassil

## Campionesse

### Singolare
Elise Mertens ha sconfitto in finale  Jasmine Paolini con il punteggio di 6-3, 6-0.
- É l'ottavo titolo in carriera per Mertens, il primo della stagione e il secondo di fila del torneo.

### Doppio
Sara Errani /  Jasmine Paolini hanno sconfitto in finale  Mai Hontama /  Natalija Stevanović con il punteggio di 2-6, 7-6(4), [10-6].